# Fantastic Voyage (série animada)
Fantastic Voyage é uma série de animação estadunidense baseada no famoso filme de 1966 Viagem Fantástica, dirigido por Richard Fleischer. A animação teve apenas uma temporada com 17 episódios de 30 minutos. Foi produzido pela Filmation em associação com a 20th Century Fox. 

## Premissa
Fantastic Voyage conta a história do C.M.D.F. - Combined Miniature Defense Force (Força de Defesa Miniatura Combinada), uma organização secreta dos Estados Unidos que possui a capacidade de reduzir o tamanho de pessoas até o nível microscópico.
Os principais personagens são o Comandante Jonathan Kidd, a bióloga Erica Lane, o cientista Busby Birdwell e o "mestre dos poderes misteriosos" conhecido como Guru. A equipe foi reduzida de tamanho por 12 horas e viajou por um submarino voador microscópico, o Voyager, lutando contra o invisível, inimigos do mundo livre (tanto microorganismos quanto criminosos). 
Algumas mudanças para o filme incluem, além da tripulação, a duração da miniaturização (60 minutos no filme) e o acrônimo (aqui D é de Defesa, no filme era de Dissuassivo).

## Modelo daVoyager
Quando a série ainda era exibida, a empresa estadunidense Aurora desenvolveu um modelo plástico da Voyager, vendendo-a somente meses depois que foi anunciado o cancelamento da série. Devido ao curto período de tempo da temporada, esse kit foi removido rapidamente da produção e como resultado é que é um dos kits mais raros da Aurora. Um outro fator que contribuiu para esta escassez foi que muitos kits foram comprados para serem usados como brinquedo (por fãs do show), mais do que os que eram comprados por modelistas, daí muitos terem sido quebrados ou perdidos. 
Estes kits, ainda não montados chegaram a alcançar preços entre 300 e 700 dólares no ebay. Kits montados ou parcialmente montados foram vendidos por cerca de 100 dólares.
A Polar Lights, a empresa que comprou os direitos de reproduzir os kits passou estes direitos adiante e a Moebius Models trabalha numa nova versão do kit.

## Episódios[2]
nomes originais (em inglês)
1. Gathering of the Team
2. The Menace from Space
3. The Magic Crystal of Kabala
4. The Atomic Invaders
5. The Master Spy
6. The Mind of the Master
7. Gone Today, Here Tomorrow
8. The Day the Food Disappeared
9. Revenge of the Spy
10. The Hobby House
11. The Spy Satellite
12. First Men on the Moon
13. The Great Busby
14. The Barnacle Bombs
15. The Perfect Crime
16. The World's Fair Affair
17. The Most Dangerous Game